# Lokomotiva 388
Lokomotiva řady 388 je vícesystémová elektrická lokomotiva typu TRAXX 3 F160 MS výrobce Alstom (před akvizicí Bombardier Transportation). V České republice jezdí u dvou dopravců, kterými jsou ČD Cargo a RegioJet.

## Historie
Lokomotivy TRAXX 3 F160 MS koncepčně vychází z jejich předchůdců TRAXX F140 MS 2e. Dostaly nový design, který přejaly od starší jednosystémové verze třetí generace Traxxů, není ale docela stejný. Největším rozdílem jsou hladké bočnice. Stanoviště strojvedoucího, které se na první pohled může zdát téměř stejné jako u druhé generace, však prošlo velkou změnou. Již se zde nenachází klíček pro zapínání baterií a obsazení stanoviště, vše se ovládá pomocí tlačítek. Základní fyzické ovládací prvky na pultu jsou funkčně sjednocené s Vectrony od Siemensu. Radiostanice byla také aktualizována, nachází se zde Funkwerk MESA 26, mají také radiostanici Koliber VHF od Radioniky a to z důvodu, že při dodání lokomotiv nebyla ještě MESA 26 schválená pro provoz v Polsku. Největší aktualizaci však dostal ovládací systém a samotné displeje TDD a CCD. Ty jsou nově dotykové, a od toho se odvíjí i vyšší intuitivnost ovládání systému. ETCS je zajištěno systémem EBICab 2000 a to na Úrovni 2. Tento systém také zajišťuje funkcionalitu LZB/PZB a SHP. Pro Česko, Slovensko, Maďarsko a Polsko je lokomotiva vybavena zabezpečovačem MIREL VZ1. Jako základní kontrolou bdělosti je lokomotiva vybavena systémem Sifa. Lokomotivy jsou konstruovány na rychlost 160 km/h, pohání je čtyři tlapově uložené motory MITRAC napájené proudovým měničem MITRAC IGBT TC 3404 MS V01. Ty spolu zvládají vyvinout maximální tažnou sílu 320 kN, a při brzdění až 240 kN pomocí EDB. Tyto síly jsou z podvozků přenášeny na skříň pro Česko netypickým způsobem a to tzv. „tažno-tlačnou tyčí“. EDB, stejně jako u Vectronů, je čistě rekuperační, s přebytkem nasměrovaným do odporníku, odporník samotný bez rekuperace se využít nedá.Tyto nové lokomotivy se dostaly do zkušebního provozu v České republice na začátku roku 2020. Alstom pro ně získal typové schválení od Evropské železniční agentury 10. prosince 2021.

## ČD Cargo
ČD Cargo převzalo první lokomotivu TRAXX 3 F160 MS v prosinci roku 2019 a v lednu následujícího roku hned začalo se zkušebním provozem. Do dubna 2023 převzali 16 z 20 objednaných strojů. U ČD Cargo jsou tyto lokomotivy značeny jako nulová řada, tedy 388.0xx.

## RegioJet
RegioJet převzal první lokomotivy TRAXX 3 F160 MS na konci roku 2020. V lednu 2021 byly nasazeny do zkušebního provozu na linku R8 mezi Brnem a Bohumínem.
Do dubna 2023 RegioJet převzal 18 těchto lokomotiv. Poslední 3 si však nechal registrovat v Rakousku, a to již pod firmou RegioJet Pool, pod kterou byly následně přeregistrovány všechny tyto lokomotivy. Všechny z těchto lokomotiv jsou v konfiguraci pro provoz ve všech sousedních zemích Česka a v Maďarsku, Rumunsku, Slovinsku a Chorvatsku.
Na začátku roku 2023 RegioJet od Alstomu objednal dalších 13 lokomotiv tohoto typu. Šest lokomotiv z této objednávky bylo dodáno na podzim roku 2024 a uvedeno do provozu v druhé polovině listopadu 2024. Tyto lokomotivy byly dodány již s novou verzí softwaru VR1.5. To opozdilo jejich uvedení do provozu z důvodu čekání na schválení zkušebního provozu českým Drážním úřadem. Těchto šest lokomotiv je na rozdíl od prvních 18 kusů registrováno v Rakousku.
U RegioJetu jsou tyto lokomotivy značeny jako dvoustovková řada, tedy 388.2xx.

## Galerie

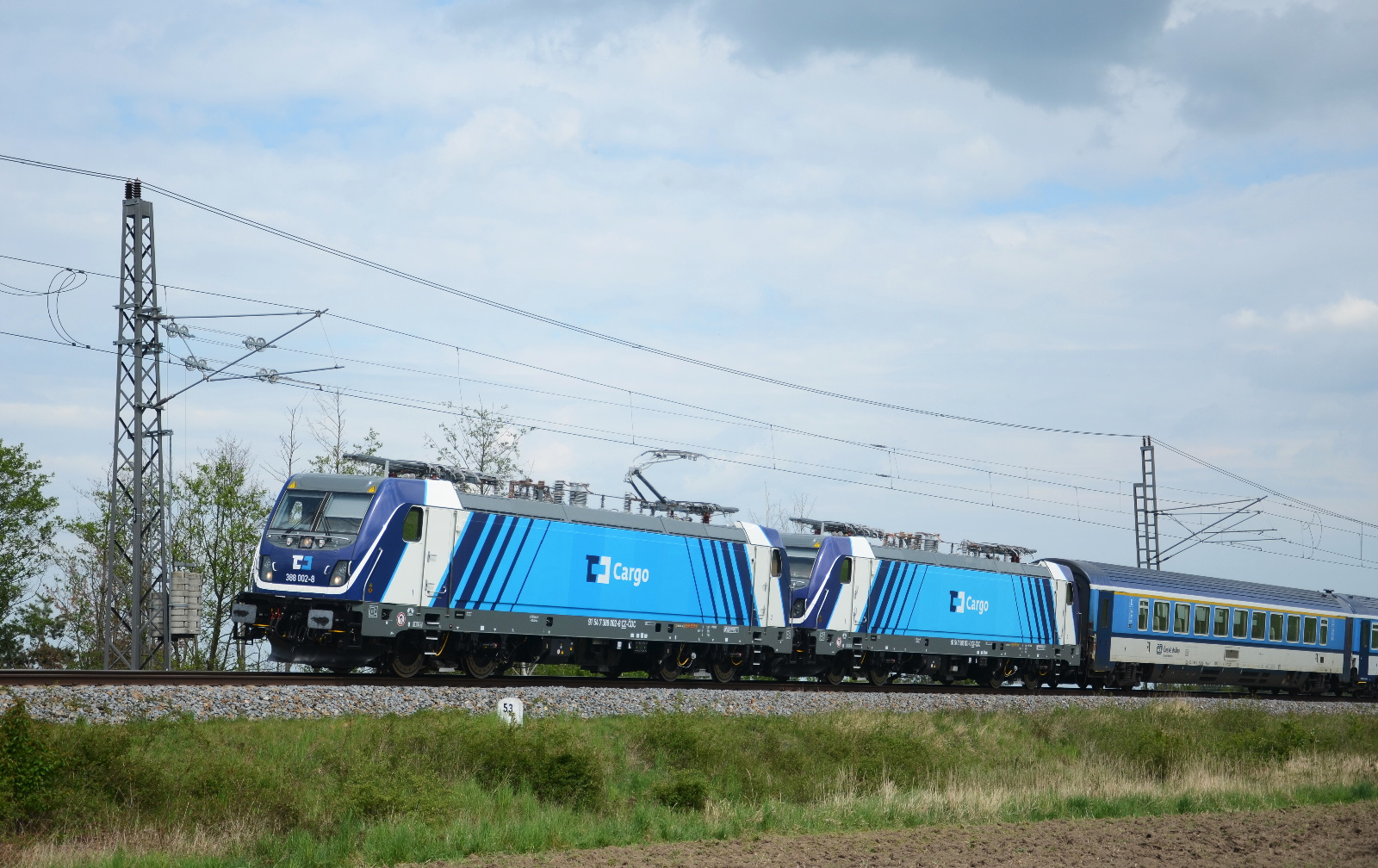
Lokomotivy 388.001 a 388.002 ČD Cargo na zkušebním okruhu Cerhenice
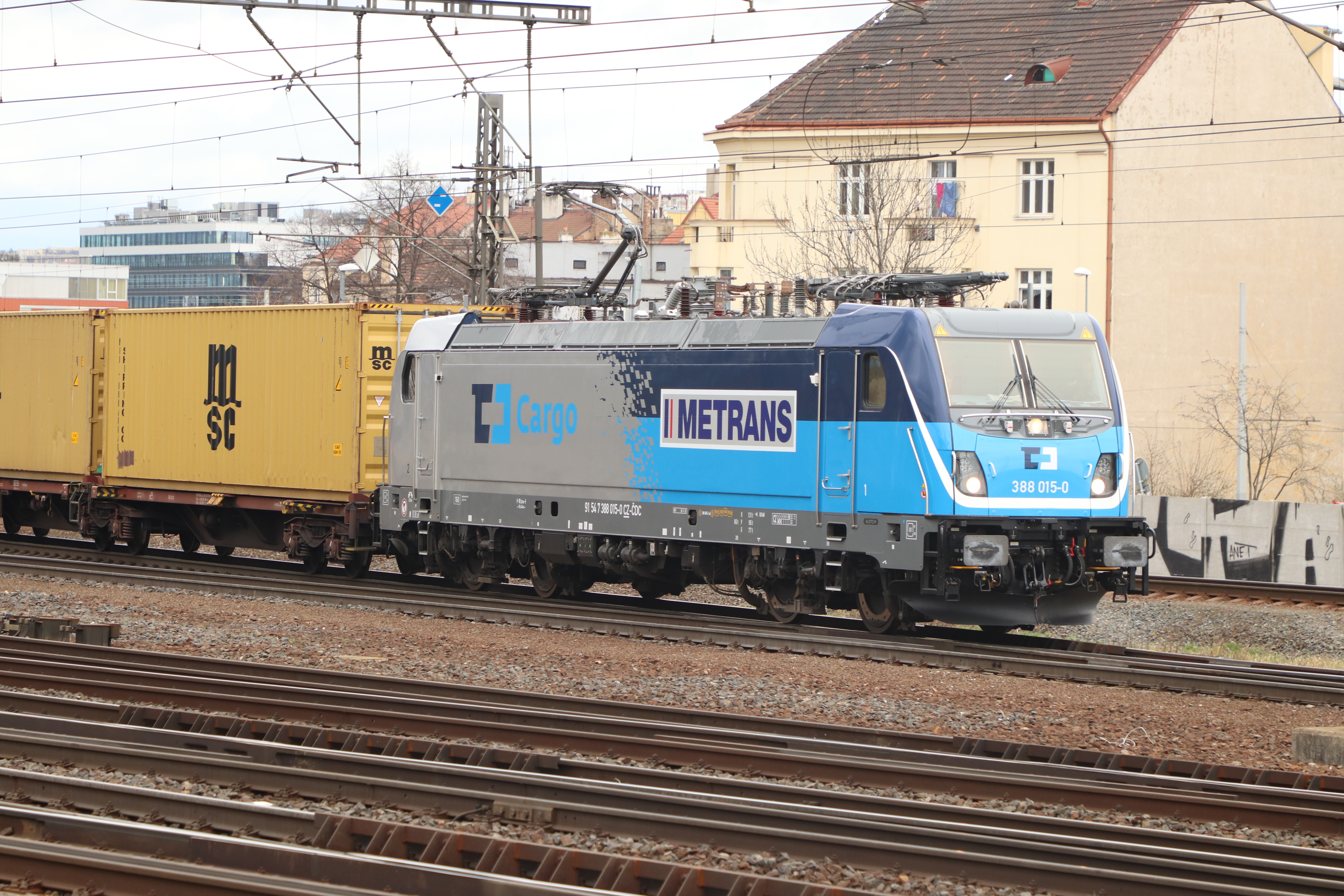
Lokomotiva 388.015 ČD Cargo ve společném polepu s firmou METRANS
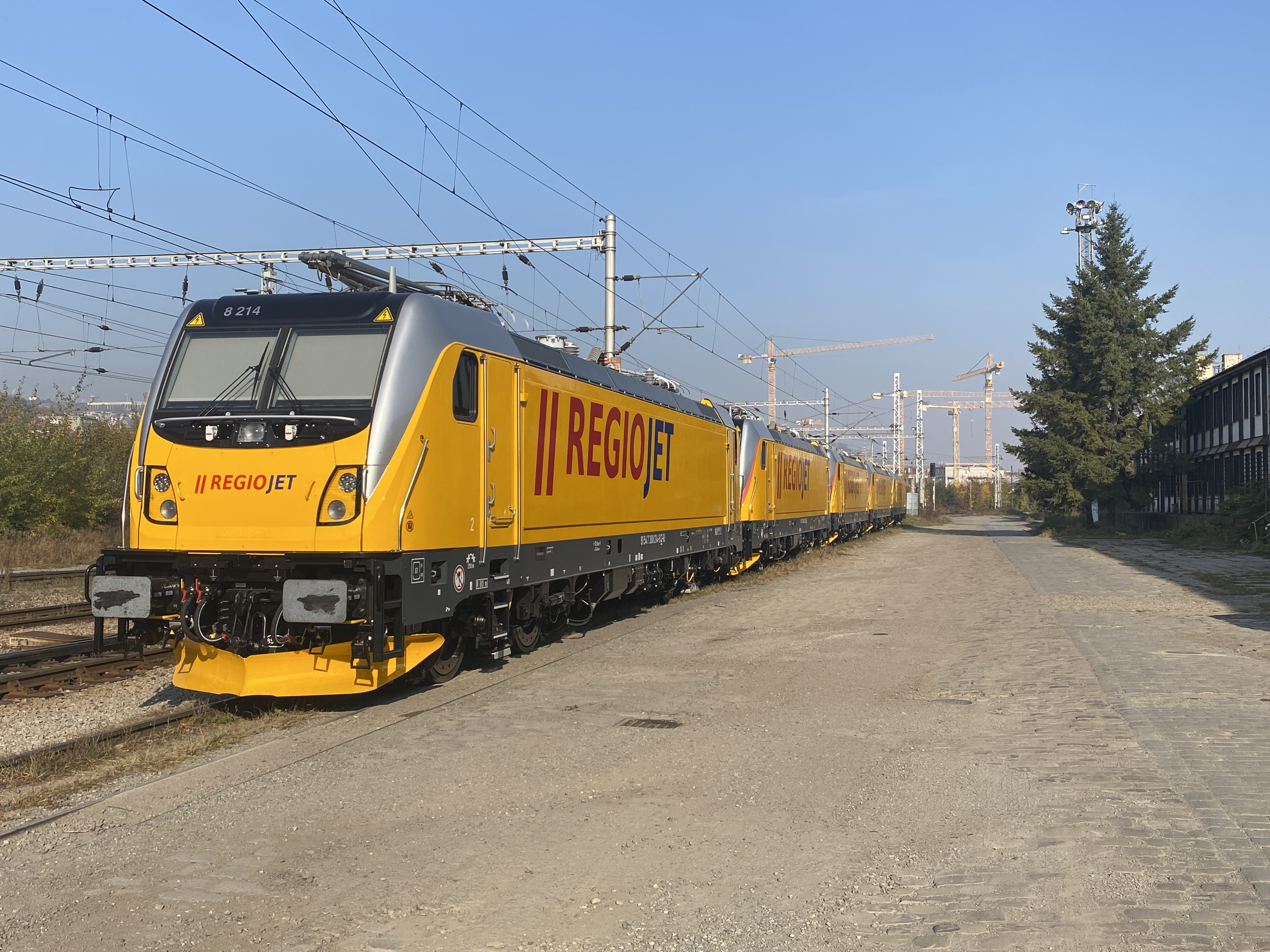
Lokomotiva 388.214 RegioJet ve stanici Praha-Smíchov